# ولادیمیر کلایچ
ولادیمیر کلایچ (کرواتی: Vladimir Klaić؛ ۱۴ سپتامبر ۱۹۲۵ – ۵ سپتامبر ۱۹۷۰) بازیکن فوتبال اهل یوگسلاوی و کرواسی  بود.
از باشگاه‌هایی که در آن بازی کرده‌است می‌توان به باشگاه فوتبال زاگرب اشاره کرد.
وی همچنین در تیم‌های ملی فوتبال یوگسلاوی و کرواسی بازی کرده‌است.